# Шеппард, Рид
Айзея Рид Шеппард (англ. Isaiah Reed Sheppard; род. 24 июня 2004, Лондон, Кентукки) — американский профессиональный баскетболист клуба НБА «Хьюстон Рокетс». Он был единогласно признан четырехзвездочным новичком и одним из лучших игроков в классе 2024 года.

## Ранние годы и карьера в школе
Шеппард вырос в Лондоне, штат Кентукки, и учился в средней школе Норт Лавр. Он стал стартовым атакующим защитником команды школы на первом курсе и набирал в среднем 20,6 очков за игру. Шеппард лидировал в штате Кентукки по результативности во время своего второго сезона, набирая в среднем 30,1 очков за игру в 28 сыгранных играх. Он был назван игроком года по версии Kentucky Gatorade, набирая в среднем 25,5 очков, 7,6 передач, 6,8 подборов и 4,4 перехвата за игру. Шеппард был выбран для участия в матче McDonald's All-American 2023 года. Он был назван «Мистером баскетбола Кентукки», набирая в среднем 22,5 очков, 8,5 передач и 8,4 подборов за игру. Шеппард закончил свою школьную карьеру с 3727 очками, 1214 передачами и 1050 подборами.
Шеппард считался одним из 50 лучших перспективных игроков в классе 2023 года. 20 ноября 2021 года он принял решение играть за команду «Кентукки», отказавшись от предложений от «Луисвилля» и «Виргинии».

## Карьера за колледж
Шеппард поступил в Университет Кентукки в июне 2023 года, вскоре после окончания средней школы. Ему был присвоен номер 15, номер его отца. Летом перед первым годом обучения Шеппард играл за «Уайлдкэтс» на турнире GLOBL JAM в Канаде и набирал в среднем 8,5 очков, 5,8 передач, 1,8 перехватов и 1,3 блок-шота за игру в течение четырех игр, в результате чего команда осталась непобежденной и выиграла турнир.
После регулярного сезона тренеры конференции назвали Шеппарда «Новичком года конференции SEC. Также он был назван национальным новичком года по версиям Ассоциацией баскетбольных журналистов США и Национальной ассоциацией баскетбольных тренеров.
18 апреля 2024 года Шеппард объявил, что он выставит свою кандидатуру на драфт НБА 2024 года и откажется от оставшегося права на поступление в колледж.

## Профессиональная карьера

### Хьюстон Рокетс/Рио-Гранде Вэллей Вайперс (2024—настоящее время)
Шеппард был выбран командой «Хьюстон Рокетс» под третьим общим номером на драфте НБА 2024 года. Он подписал контракт новичка 3 июля 2024 года.
23 октября 2024 года Шеппард дебютировал в НБА в проигрышном матче против «Шарлотт Хорнетс» (105:110), набрав 4 очка, а 6 января 2025 года он был отправлен в фарм-клуб «Рио-Гранде Вэллей Вайперс». Он был отозван в «Рокетс» после 3 игр в Джи-Лиге. 3 марта 2025 года впервые был включён в стартовый состав и набрал рекордные 25 очков в матче против «Оклахома-Сити Тандер».

## Личная жизнь
Отец Шеппарда, Джефф Шеппард, играл в баскетбол за «Кентукки» и был самым выдающимся игроком турнира NCAA 1998 года, а затем сыграл в 18 играх в сезоне 1998/1999 за «Атланта Хокс». Его мать, Стейси Рид, также играла в баскетбол за «Кентукки» и набрала более 1400 очков за карьеру. Старшая сестра Шеппарда, Мэдисон, играла в баскетбол за Кэмпбеллсвиллского университета.

## Статистика

### Статистика в NCAA
| Сезон | Команда  | Conf  | Class | GP | GS | MPG  | FG%  | 3P%  | FT%  | RPG | APG | SPG | BPG | PPG  |
| --- | -------- | ----- | ----- | -- | -- | ---- | ---- | ---- | ---- | --- | --- | --- | --- | ---- |
| 2023/24 | Кентукки | SEC   | FR    | 33 | 5  | 28,9 | 53,6 | 52,1 | 83,1 | 4,1 | 4,5 | 2,5 | 0,7 | 12,5 |
| Всего | Всего    | Всего | Всего | 33 | 5  | 28,9 | 53,6 | 52,1 | 83,1 | 4,1 | 4,5 | 2,5 | 0,7 | 12,5 |
| Наведите курсор мыши на аббревиатуры в заголовке таблицы, чтобы прочесть их расшифровку Статистика приведена с сайта sports-reference.com |          |       |       |    |    |      |      |      |      |     |     |     |     |      |

### Статистика в НБА
| Сезон                                                                                    | Команда | Регулярный сезон | Регулярный сезон | Регулярный сезон | Регулярный сезон | Регулярный сезон | Регулярный сезон | Регулярный сезон | Регулярный сезон | Регулярный сезон | Регулярный сезон | Регулярный сезон | Серия плей-офф | Серия плей-офф | Серия плей-офф | Серия плей-офф | Серия плей-офф | Серия плей-офф | Серия плей-офф | Серия плей-офф | Серия плей-офф | Серия плей-офф | Серия плей-офф |
| Сезон                                                                                    | Команда | GP               | GS               | MPG              | FG%              | 3P%              | FT%              | RPG              | APG              | SPG              | BPG              | PPG              | GP             | GS             | MPG            | FG%            | 3P%            | FT%            | RPG            | APG            | SPG            | BPG            | PPG            |
| ---------------------------------------------------------------------------------------- | ------- | ---------------- | ---------------- | ---------------- | ---------------- | ---------------- | ---------------- | ---------------- | ---------------- | ---------------- | ---------------- | ---------------- | -------------- | -------------- | -------------- | -------------- | -------------- | -------------- | -------------- | -------------- | -------------- | -------------- | -------------- |
| 2024/25                                                                                  | Хьюстон | 52               | 3                | 12,6             | 35,1             | 33,8             | 81,3             | 1,5              | 1,4              | 0,7              | 0,3              | 4,4              | 3              | 0              | 3,3            | 0,0            | 0,0            | 0,0            | 0,3            | 0,3            | 0,7            | 0,3            | 0,0            |
|                                                                                          | Всего   | 52               | 3                | 12,6             | 35,1             | 33,8             | 81,3             | 1,5              | 1,4              | 0,7              | 0,3              | 4,4              | 3              | 0              | 3,3            | 0,0            | 0,0            | 0,0            | 0,3            | 0,3            | 0,7            | 0,3            | 0,0            |
| Наведите курсор мыши на аббревиатуры в заголовке таблицы, чтобы прочесть их расшифровку. |         |                  |                  |                  |                  |                  |                  |                  |                  |                  |                  |                  |                |                |                |                |                |                |                |                |                |                |                |